# Liste du patrimoine immobilier classé d'Arlon
Cette page regroupe l'ensemble du patrimoine immobilier classé de la ville belge d’Arlon.
| Objet | Année de construction / Architecte | Adresse                                         | Section communale | Coordonnées                      | Numéro d’inventaire | Illustration                                                |
| --- | ---------------------------------- | ----------------------------------------------- | ----------------- | -------------------------------- | ------------------- | ----------------------------------------------------------- |
| Palais provincial (façades et toitures de certains bâtiments) (M) et alentours (S)                                                 |                                    | Place Léopold 1                                 | Arlon             | 49° 40′ 58″ nord, 5° 48′ 46″ est | 81001-CLT-0002-01   | Palais provincial et alentours                              |
| Château-ferme de Sterpenich |                                    | Sterpenich, rue de Berlaymont                   | Autelbas          | 49° 38′ 51″ nord, 5° 53′ 20″ est | 81001-CLT-0003-01   | Château de Sterpenich                                       |
| Château d’Autelbas | 1432                               | Autelbas-Barnich, Neiewee                       | Autelbas          | 49° 38′ 49″ nord, 5° 51′ 54″ est | 81001-CLT-0004-01   | Château d’Autelbas                                          |
| Château de Guirsch (M) et ensemble formé par ce château, les terrains et les bâtiments environnants (S)                            |                                    |                                                 | Guirsch           | 49° 43′ 08″ nord, 5° 51′ 17″ est | 81001-CLT-0005-01   | Château de Guirsch et environs                              |
| Extension de classement : dépendances du château de Guirsch et ferme avoisinante (S)                                               |                                    | Rue du Château                                  | Guirsch           | 49° 43′ 10″ nord, 5° 51′ 18″ est | 81001-CLT-0006-01   | Château de Guirsch : dépendances et ferme                   |
| Chapelle Saint-Aubin d'Heckbous |                                    | Heckbous, rue du Rausch                         | Guirsch           | 49° 42′ 35″ nord, 5° 51′ 46″ est | 81001-CLT-0007-01   | Chapelle Saint-Aubin d'Heckbous                             |
| Les marais de Heinsch |                                    |                                                 | Heinsch           | 49° 41′ 38″ nord, 5° 43′ 35″ est | 81001-CLT-0009-01   | Marais de Heinsch                                           |
| Calvaire à Udange, rue Saint-Servais                                                                                               |                                    | Udange, rue Saint-Servais 55                    | Toernich          | 49° 38′ 11″ nord, 5° 46′ 20″ est | 81001-CLT-0010-01   | Calvaire d’Udange, rue Saint-Servais                        |
| Calvaire à Udange, dans la nouvelle enceinte du cimetière communal                                                                 |                                    | Udange                                          | Toernich          | 49° 38′ 22″ nord, 5° 45′ 42″ est | 81001-CLT-0012-01   | Calvaire du cimetière d’Udange                              |
| Calvaire de Toernich sur la voie principale                                                                                        |                                    | Rue Haute, à gauche du 56                       | Toernich          | 49° 39′ 09″ nord, 5° 46′ 47″ est | 81001-CLT-0013-01   | Calvaire de Toernich sur la voie principale                 |
| Ancien lavoir public de Heinsch |                                    | Route de Neufchâteau                            | Heinsch           | 49° 41′ 56″ nord, 5° 44′ 51″ est | 81001-CLT-0017-01   | Lavoir public de Heinsch                                    |
| Calvaire adossé au mur qui entourait naguère le jardin du château des comtes de Berlaymont                                         |                                    | Sterpenich, rue de la Gendarmerie, en face du 8 | Autelbas          | 49° 38′ 52″ nord, 5° 53′ 25″ est | 81001-CLT-0022-01   | Calvaire de l’ancien mur du jardin castral à Sterpenich     |
| Calvaire Saint-Valentin érigé sur le terre-plein devant une maison                                                                 |                                    | Autelbas-Barnich, rue du Hämmelsmarsch 32       | Autelbas          | 49° 39′ 04″ nord, 5° 51′ 57″ est | 81001-CLT-0023-01   | Calvaire Saint-Valentin d’Autelbas-Barnich                  |
| Calvaire sis contre le mur du cimetière de Sterpenich                                                                              |                                    | Sterpenich, Kirchberg                           | Autelbas          | 49° 38′ 59″ nord, 5° 53′ 20″ est | 81001-CLT-0024-01   | Calvaire du cimetière de Sterpenich                         |
| Calvaire à Waltzing |                                    | Waltzing, rue du Ponceau, devant le 3           | Bonnert           | 49° 40′ 58″ nord, 5° 50′ 12″ est | 81001-CLT-0025-01   | Calvaire de Waltzing                                        |
| Calvaire Saint Pierre, dans la façade avant d’une ferme                                                                            |                                    | Autelhaut, rue Saint-Nicolas 6                  | Autelbas          | 49° 39′ 03″ nord, 5° 50′ 32″ est | 81001-CLT-0026-01   | Calvaire Saint-Pierre d’Autelhaut                           |
| Calvaire de la chute du Christ, devant une maison                                                                                  |                                    | Stehnen, La Clé des Champs 3                    | Autelbas          | 49° 39′ 30″ nord, 5° 50′ 14″ est | 81001-CLT-0027-01   | Calvaire de la chute du Christ de Stehnen                   |
| Calvaire au lieu-dit Grubermühle à Guirsch                                                                                         |                                    |                                                 | Guirsch           | 49° 43′ 23″ nord, 5° 50′ 13″ est | 81001-CLT-0028-01   | Calvaire de la Grubermühle                                  |
| Calvaire à Guirsch |                                    | Route de Heckbous                               | Guirsch           | 49° 43′ 14″ nord, 5° 51′ 27″ est | 81001-CLT-0029-01   | Calvaire de Guirsch                                         |
| Calvaire en bordure de la chaussée romaine à Fouches                                                                               |                                    | Fouches, à l'angle de la rue de la Sablière     | Heinsch           | 49° 41′ 06″ nord, 5° 42′ 42″ est | 81001-CLT-0030-01   | Calvaire de la chausée romaine à Fouches                    |
| Calvaire dans la vallée des Trois Moulins à Guirsch, malheureusement aujourd'hui décapité                                          |                                    |                                                 | Guirsch           | 49° 42′ 22″ nord, 5° 51′ 03″ est | 81001-CLT-0031-01   | Calvaire de la vallée des Trois Moulins                     |
| Calvaire à Fouches |                                    | Fouches, rue de Hachy 95                        | Heinsch           | 49° 41′ 35″ nord, 5° 41′ 42″ est | 81001-CLT-0032-01   | Calvaire sur la route Fouches-Hachy                         |
| Montée royale de la Knippchen | XVIIe siècle                       | Hetchegass                                      | Arlon             | 49° 41′ 03″ nord, 5° 48′ 57″ est | 81001-CLT-0033-01   | Montée royale vers Saint-Donat                              |
| Immeuble 'Art déco' (façade avant et toiture)                                                                                      |                                    | Avenue de la Gare 29                            | Arlon             | 49° 40′ 50″ nord, 5° 48′ 37″ est | 81001-CLT-0034-01   | Immeuble avenue de la Gare 29                               |
| Parties de l'immeuble dit Les Caves                                                                                                |                                    | Grand-Rue 57                                    | Arlon             | 49° 40′ 59″ nord, 5° 48′ 58″ est | 81001-CLT-0035-01   | Image manquanteTéléverser                                   |
| Marais dits du Landbrough et alentours (+ Étalle/Vance)                                                                            |                                    |                                                 | Heinsch           | 49° 39′ 17″ nord, 5° 41′ 01″ est | 81001-CLT-0039-01   | Marais du Landbrough et alentours                           |
| L'église Saint-Martin (M) et établissement d'une zone de protection (ZP)                                                           | 1907-1914                          | Square Albert Ier                               | Arlon             | 49° 40′ 58″ nord, 5° 48′ 33″ est | 81001-CLT-0040-01   | Église Saint-Martin et sa zone de protection                |
| Totalité de la synagogue |                                    | Rue de la Synagogue                             | Arlon             | 49° 40′ 59″ nord, 5° 49′ 07″ est | 81001-CLT-0041-01   | Synagogue                                                   |
| L'intégralité des vestiges de l'ancienne église Saint-Martin et des vestiges gallo-romains (M)                                     | Époque mérovingienne               | Rue des Thermes romains                         | Arlon             | 49° 40′ 51″ nord, 5° 49′ 02″ est | 81001-CLT-0042-01   | Vestiges gallo-romains et de l’ancienne église Saint-Martin |
| Le centre du village de Guirsch |                                    | centre                                          | Guirsch           | 49° 43′ 03″ nord, 5° 51′ 07″ est | 81001-CLT-0043-01   | Centre de Guirsch                                           |
| La tour Jupiter, son rempart et le bas-relief du Jupiter Caeius trouvé en fondation                                                | ~400                               | Rue du Marquisat 21                             | Arlon             | 49° 41′ 03″ nord, 5° 49′ 01″ est | 81001-CLT-0053-01   | Site de la tour Jupiter                                     |
| La tour Neptune, son rempart et les bas reliefs trouvés en fondation, en extension du classement comme monument de la tour Jupiter | ~400                               | Rue du Marché-au-Beurre 5                       | Arlon             | 49° 41′ 00″ nord, 5° 48′ 54″ est | 81001-CLT-0058-01   | Image manquanteTéléverser                                   |
| Certaines parties des caves présentant des vestiges de polychromies de l'immeuble dit Les Caves                                    |                                    | Grand rue                                       | Arlon             | 49° 40′ 59″ nord, 5° 48′ 58″ est | 81001-PEX-0001-01   | Image manquanteTéléverser                                   |
| L'ensemble de l'église Saint-Martin à l'exception de l'orgue                                                                       | 1907-1914                          | Square Albert Ier                               | Arlon             | 49° 40′ 58″ nord, 5° 48′ 33″ est | 81001-PEX-0002-04   | Église Saint-Martin (tout sauf l’orgue)                     |
| Les marais dits du Landbrough (+ Étalle/Vance)                                                                                     |                                    |                                                 | Heinsch           | 49° 39′ 17″ nord, 5° 41′ 01″ est | 81001-PEX-0003-04   | Marais du Landbrough                                        |
| La tour Jupiter, son rempart et le bas-relief du Jupiter Caeius trouvé en fondation                                                | ~400                               | Rue du Marquisat 21                             | Arlon             | 49° 41′ 03″ nord, 5° 49′ 01″ est | 81001-PEX-0004-01   | Site de la tour Jupiter                                     |
| La tour Neptune, son rempart et les bas-reliefs trouvés en fondation                                                               | ~400                               | Rue du Marché-au-Beurre 5                       | Arlon             | 49° 41′ 00″ nord, 5° 48′ 54″ est | 81001-PEX-0005-01   | Image manquanteTéléverser                                   |

## Patrimoine déclassé
| Objet                                               | Année de construction / Architecte / Période de classement | Adresse                               | Section communale | Coordonnées                      | Numéro d’inventaire | Illustration                            |
| --------------------------------------------------- | ---------------------------------------------------------- | ------------------------------------- | ----------------- | -------------------------------- | ------------------- | --------------------------------------- |
| Croix à Udange, rue de Habergy                      | 1605 Classé du 10 juin 1982 au 10 mai 2017                 | Udange, rue de Habergy, à gauche du 1 | Toernich          | 49° 38′ 09″ nord, 5° 46′ 12″ est | 81001-CLT-0011-01   | Croix à Udange, rue de Habergy          |
| Calvaire à la sortie d'Udange, route du Hirtzenberg | Classé du 17 mars 1983 au 10 mai 2017                      | Udange, route du Hirtzenberg          | Toernich          | 49° 38′ 25″ nord, 5° 46′ 29″ est | 81001-CLT-0015-01   | Calvaire d’Udange, route du Hirtzenberg |